# 4S Tours TT
 (novembre 2024).
La mise en forme du texte ne suit pas les recommandations de Wikipédia : il faut le « wikifier ».
Les points d'amélioration suivants sont les cas les plus fréquents. Le détail des points à revoir est peut-être précisé sur la page de discussion.
- Les titres sont pré-formatés par le logiciel. Ils ne sont ni en capitales, ni en gras.
- Le texte ne doit pas être écrit en capitales (les noms de famille non plus), ni en gras, ni en italique, ni en « petit »…
- Le gras n'est utilisé que pour surligner le titre de l'article dans l'introduction, une seule fois.
- L'italique est rarement utilisé : mots en langue étrangère, titres d'œuvres, noms de bateaux, etc.
- Les citations ne sont pas en italique mais en corps de texte normal. Elles sont entourées par des guillemets français : « et ».
- Les listes à puces sont à éviter, des paragraphes rédigés étant largement préférés. Les tableaux sont à réserver à la présentation de données structurées (résultats, etc.).
- Les appels de note de bas de page (petits chiffres en exposant, introduits par l'outil «  Source ») sont à placer entre la fin de phrase et le point final[comme ça].
- Les liens internes (vers d'autres articles de Wikipédia) sont à choisir avec parcimonie. Créez des liens vers des articles approfondissant le sujet. Les termes génériques sans rapport avec le sujet sont à éviter, ainsi que les répétitions de liens vers un même terme.
- Les liens externes sont à placer uniquement dans une section « Liens externes », à la fin de l'article. Ces liens sont à choisir avec parcimonie suivant les règles définies. Si un lien sert de source à l'article, son insertion dans le texte est à faire par les notes de bas de page.
- La présentation des références doit suivre les conventions bibliographiques. Il est recommandé d'utiliser les modèles {{Ouvrage}}, {{Chapitre}}, {{Article}}, {{Lien web}} et/ou {{Bibliographie}}. Le mode d'édition visuel peut mettre en forme automatiquement les références.
- Insérer une infobox (cadre d'informations à droite) n'est pas obligatoire pour parachever la mise en page.

Pour une aide détaillée, merci de consulter Aide:Wikification.
Si vous pensez que ces points ont été résolus, vous pouvez retirer ce bandeau et améliorer la mise en forme d'un autre article.
 (septembre 2019).
4S Tours TT est un club français de tennis de table qui évolue en Championnat de France Pro B de tennis de table.
Le club a été créé en 1954.

## Historique du club
La Section Sportive Saint-Saturnin Tours TT a été créée en 1954. Elle change de nom en 1988 pour devenir 4S Tours. À la fin des années 1980, elle accueille de futurs champions : Jean-Philippe Gatien et Jean-Michel Saive. Elle a eu plusieurs champions de France dans ses rangs.

## La 4S en quelques chiffres
- 504 adhérents
- 7 salariés
- 1 jeune volontaire en Service Civique
- 1 alternant

## Les animations proposées
- Club engagé et éco citoyen
- Fit Ping Tonic
- Ping Seniors
- Cycles scolaires, Cité Sport
- Baby Ping
- Handisport (Affiliés FFH)
- Sport Adapté (Affilié FFSA)
- École de tennis de table
- Stages pour tous (multi-activités et tennis de table)
- Animations citoyennes et de proximité pour les publics défavorisés
- Ping Santé
- Ping Alzheimer
- Publics en difficultés
- Ping pour pathologies diverses
- Ping VR

## Palmarès du club
- Vice Champion de France de Pro B en 2023
- Vice-Champion de France de Pro B en 2018
- Champion National 1 en 1991 et 2016-2017
- Champion de France des clubs 2012-2013 et 2014-2015

## Équipes du Club
Plus d'une vingtaine d'équipes défendent les couleurs de la 4S Tours (dames, messieurs et jeunes).
Le club compte plusieurs équipes évoluant dans des championnats Nationaux :
Chez les Dames, deux équipes actuellement en Nationale 2 et Pré-Nationale.
Chez les Messieurs, profitant d'un effectif plus important, elles sont plus nombreuses avec tout d'abord l'équipe une qui évolue en Pro B. Deux autres en Nationale et 12 autres équipes en divisions régionales et départementales.

## Palmarès des joueurs
Jean-Philippe Gatien, membre du club de 1984 à 1986, obtient durant cette période un titre de champion de France junior en simple en 1986 et deux titres, toujours en junior, en double avec Patrick Birocheau, en 1985 puis 1986 avec Didier Monmessin. Il emporte deux titres en double mixte, en 1985 avec Patricia Aubry et en 1986 avec Céline Rouvière. Il a été champion du monde, double médaillé aux J.O.
Jean-Michel Saive, membre du club de 1986 à 1989, est international Belge. Star en Belgique, Vice-champion du monde quand Jean Philippe Gatien fut sur la plus haute marche, il a connu toutes les podiums européens. Actuellement[Quand ?] il est Président du Comité Olympique Belge.
Jean-Sébastien Boisard remporte le titre de champion de France cadet 1995 en simple puis celui junior en 1998. Il est le seul français a remporté tous les titres jeunes[réf. souhaitée].
Alexis Aufrère est champion de France minimes en 2000 et en 2002 en cadets 2002.
Clément Débruyères champion de France juniors 2003 en simple.
Lucas Rigault champion de France cadet en double associé avec Alexandre Cassin en 2012-2013. 
Lilian Bardet est plusieurs fois médaillé : champion de France benjamin en double associé avec Vincent Picard en 2011-2012, il est champion d'Europe en double avec Irvin Bertrand et par équipes cadets 2015. En 2018, il est champion de France junior. En 2019, il est médaillé de bronze des championnats d'Europe juniors en double, avec Vincent Picard. Il a été sacré vice champion du monde par équipes 2024, parti à Rouen en Pro A.
Titouan Morel Gonzales, champion de France Benjamin.

## Effectif Pro 2024-2025
- Rémi Betelu no 115 - Français
- Hugo Deschamps no 118 - Français
- Célian Besnier no 137 - Français
- Clément Lainé Campino no 159 - Français